# Julius von Cube
Julius Gustav von Cube (* 13. August 1815 in Riga; † 18. September 1888 in Baden-Baden) war ein deutsch-baltischer Adelsmann, Jurist und Vizegouverneur von Kurland.

## Werdegang
Nachdem Julius Gustav das Gouvernementsgymnasium in Riga besucht hatte, absolvierte er von 1835 bis 1836 das Studium der Rechtswissenschaft in Sankt Petersburg und von 1836 bis 1839 an der Kaiserlichen Universität Dorpat. 1840 wurde er Beamter in der Kanzlei des livländischen Gouverneurs. Danach schloss sich das Amt des Tischvorstehers beim Livländischen Kameralhof an. Von 1842 bis 1850 war er Beamter in der Kanzlei des russischen Finanzministeriums in Sankt Petersburg. Danach war er bei der Reichskommerzbank und dann in der Kanzlei des Ministers des Kaiserlichen Hauses beschäftigt. Im Jahre 1849 wurde er als Mitglied in die Kommission zur Revision der baltischen Handelsordnung berufen. Ab 1850 war er Beamter für besondere Aufträge des Gouverneurs in Riga. Als Vizegouverneur des Gouvernements Kurland war er 1858 und als Vizegouverneur des Gouvernements Livland von 1858 bis 1872 berufen worden. Parallel hierzu war er von 1860 bis 1885 Präsident der Riga-Dünaburger Eisenbahn und Direktor der Dünaburg-Vitebsker Eisenbahn. Er wurde mit der Bezeichnung Wirklicher Staatsrat betitelt und lebte bis zu seinem Tod in Baden-Baden.

## Herkunft und Familie
Das Adelsgeschlecht von Cube stammt aus einer deutsch-baltischen Familie und kam Mitte des 18. Jahrhunderts von der Mark Brandenburg nach Livland. 1791 wurden sie in den Reichsadelsstand des Heiligen Römischen Reiches als „von“ erhoben. Sein Vater war der Vizegouverneur von Livland Johann Ludwig Ferdinand von Cube (1788–1855), der mit Wilhelmine von Weitzenbreyer verheiratet war. Julius Gustav heiratete 1856 Alexandrine von Wilpert. Sie hatten nachstehende Kinder:
- Marie Wilhelmine Clara von Cube (3. August 1858 in Riga; † 4. Juni 1924 in Baden-Baden)
- Johann (Iwan) Ludwig Gustav von Cube (* 27. November 1859 in Riga; † 15. November 1893 in Meridian, USA)
- Louise Johanna Fanny von Cube (* 18. Juni 1861 in Riga; † 12. November 1945 in Karlsruhe), verheiratet mit Platon Schilinsky (1867–1918)